# تشيلسي موسم 2006–07

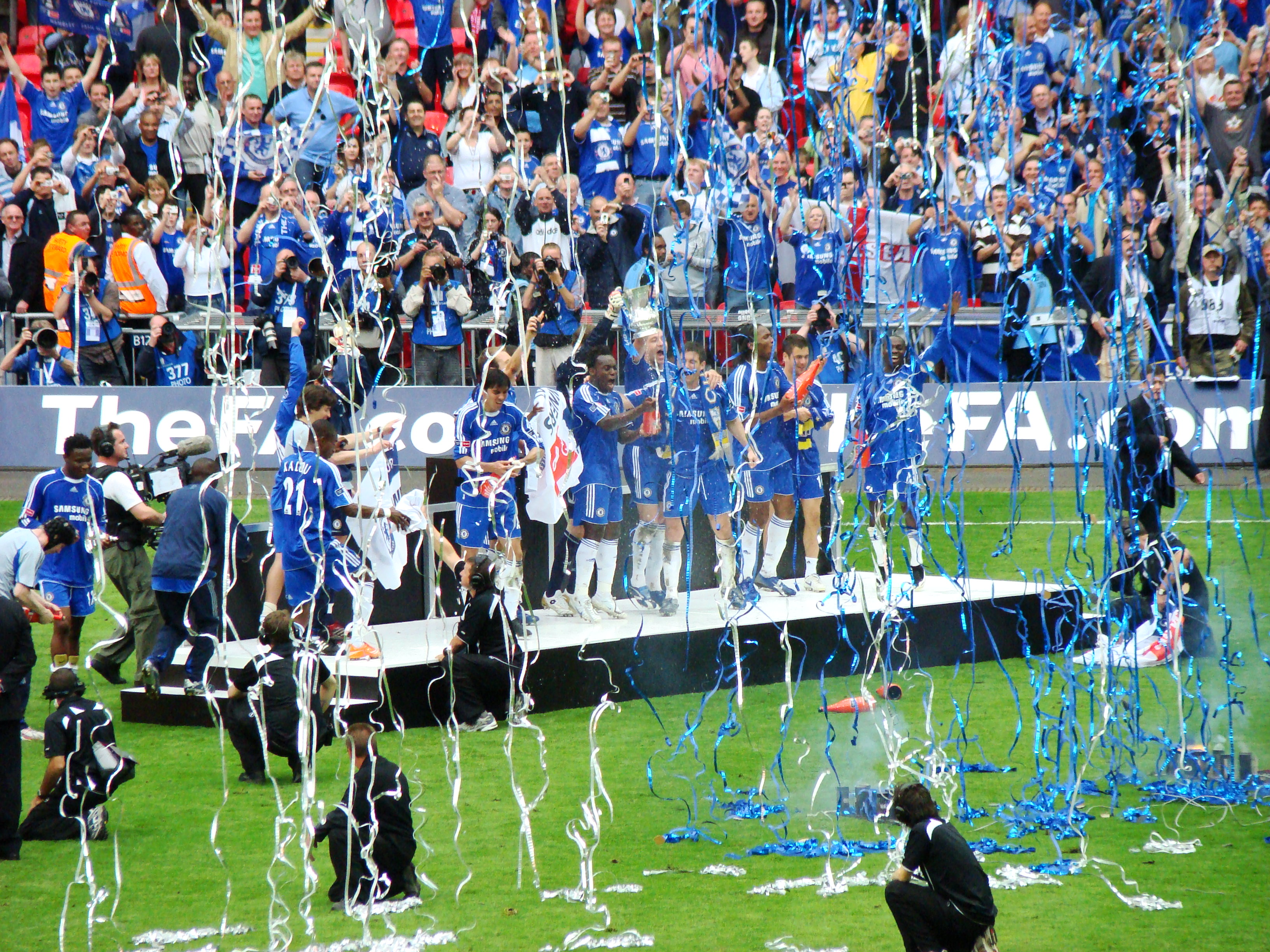
الفائز بكأس الاتحاد الإنجليزي 2006–2007

كان موسم 2006–07 هو الموسم التنافسي الثالث والتسعين لنادي تشيلسي لكرة القدم، والموسم الخامس عشر على التوالي في الدوري الإنجليزي الممتاز والعام الـ101 كنادي. تحت قيادة جوزيه مورينيو، فاز النادي بكأس الاتحاد الإنجليزي وكأس الرابطة.
كان تشيلسي في سباق للفوز برباعية فريدة من نوعها حتى الأول من مايو. تم تحديد بطل الدوري الإنجليزي الممتاز 2006–07 في الجولة 36، بعد فشل تشيلسي في الفوز على أرسنال في ملعب الإمارات. وهذا جعلهم يتأخرون بسبع نقاط عن مانشستر يونايتد قبل مباراتين من نهاية الدوري، ليؤكد مانشستر يونايتد لقبه كبطل للدوري.
وكان هذا الموسم هو الرابع للفريق تحت ملكية رومان أبراموفيتش، وأنفق تشيلسي مبالغ ضخمة في سوق الانتقالات قبل الموسم. وتشمل الصفقات البارزة التعاقد مع أندري شيفتشينكو من ميلان مقابل 30 مليون جنيه إسترليني وسالومون كالو من فاينورد مقابل رسوم لم يتم الكشف عنها. كما أضافوا مايكل بالاك من بايرن ميونخ في صفقة انتقال حر، كما قاموا بتبادل ويليام غالاس و5 ملايين جنيه إسترليني مع أرسنال مقابل أشلي كول.
في دوري الأبطال، سعى تشيلسي إلى تحسين أدائه بعد خروجه من دور خروج المغلوب الأول في الموسم السابق. تمكنوا من الوصول إلى الدور نصف النهائي للمرة الثالثة في أربعة مواسم، لكنهم خسروا أمام ليفربول 4–1 بركلات الترجيح بعد التعادل 1–1 في مجموع المباراتين. كما خسر تشيلسي أيضًا بطولة الدرع الخيرية أمام ليفربول في بداية الموسم.